# 파이오니어 주니어 칼리지
파이오니어 주니어 칼리지(영어: Pioneer Junior College, PJC)는 싱가포르의 공립 주니어 칼리지이다. 싱가포르 텍와이 워크 21가에 있다.

## 개요
파이오니어 주니어 칼리지는 예비대학 과정인 싱가포르-케임브리지 상급 교육 일반 수료 시험(Singapore-Cambridge General Certificate of Education Advanced level, GCE A Level)을 2년간 교수하는 학교로 1999년 12월 1일자에 개교하였다. 대한민국의 교육과정과 비교하였을 때는 일반계 고등학교 2-3학년 과정에 해당한다. 현재 2002년 당시 텍와이 로드 21가에 이전하기 전에는 싱가포르 독불문화원(French-German Institute of Singapore)가 구(舊)교지였다.

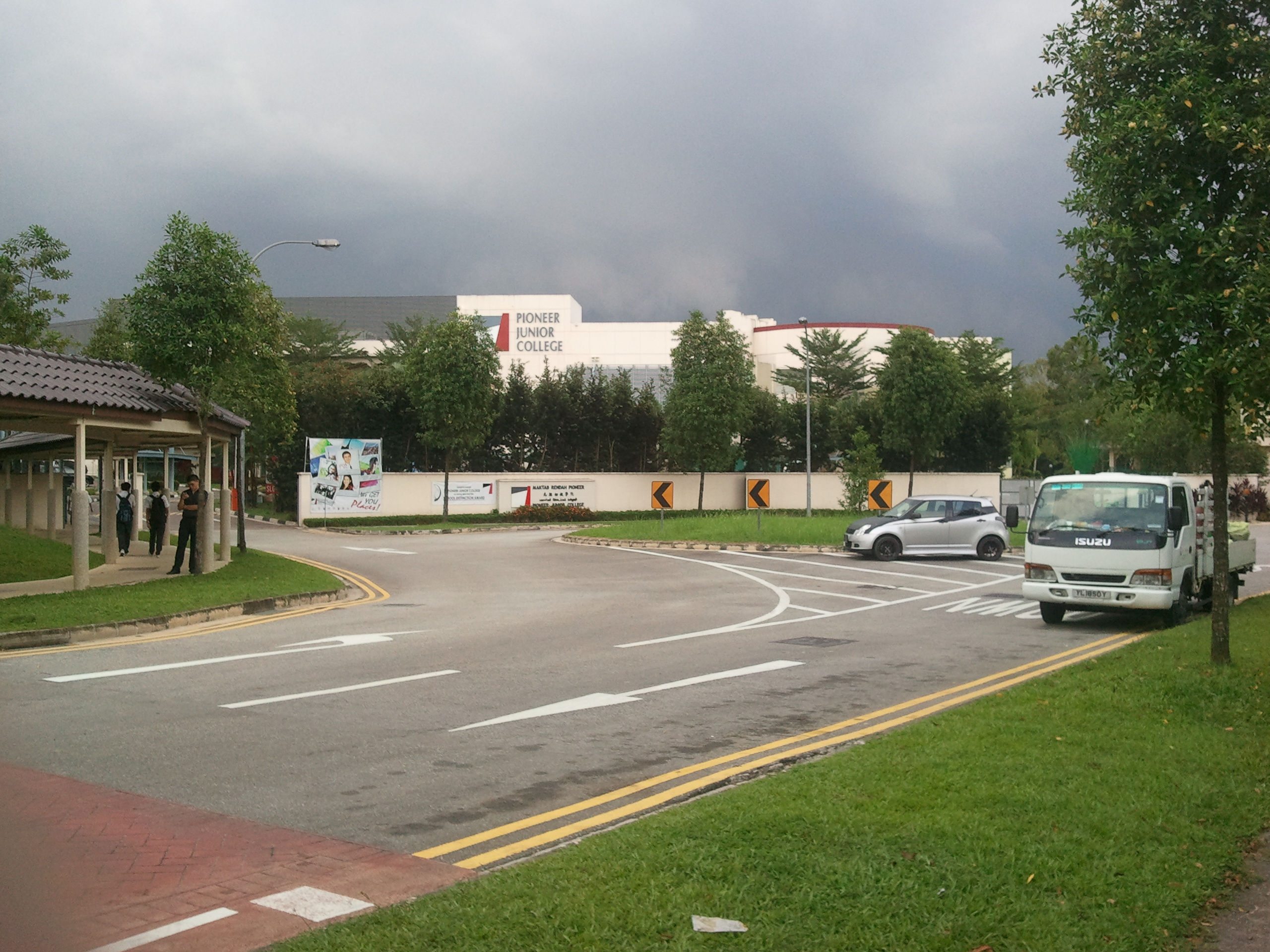
PJC의 정문

## 행정
파이오니어 주니어 칼리지는 1999년도에 62명의 교원, 750명의 제1기의 학생들과 함께 파이오니어가 되어 첫 교문을 열었다. 이들은 자신의 학교 학생들을 파이오니어(Pioneer,선구자)라 칭한다. 이 학교의 마크와 교복 제작은 학생들도 함께 참여하여 이루어졌다. 또한, 그들은 싱가포르에서 직접 자신들의 남학생과 여학생의 교복을 제작한 시초가 되었다. 당시에는 여학생들도 바지를 교복으로써 입는 것이 허용되었다. 이 학교의 사명(school mission)은 “헌신적으로 배우려하는 자와 배려하는 지도자들을 이루는 사회를 양성하자(Nurturing a Community of Committed Learners and Compassionate Leaders)”이며 미래상(school vision)은 “항상 봉사하고, 언제나 배우자(Always Serving, Always Learning)”이다.

## 교훈과 가치배양
파이오니어 주니어 칼리지는 자교 학생들이 “새로운 지식을 탐구하는 자들(explorers of new knowledge)이 되기를 바라기에 그들을 선구자(Pioneer)라 부른다. 그리고,“살아가며 배운다(While I live, I learn)”는 이 학교의 교훈이다. 이 교훈은 다음과 같은 가치들을 학생들에게 배양하기 위해 제정되었다.
- 평생교육에 몸담음
- 새로운 각도로 지식을 해석하려하는 자세
- 미지의 지식의 세계를 탐구하려는 용기

## 하우스 체계
타 싱가포르 공립학교처럼 파이오니어 주니어 칼리지에도 하우스 시스템(house system)이 있다. 파이오니어 주니어 칼리지에는 총 6개의 하우스들이 있다. 하우스 명칭들은 각각 특정 분야에서 공적을 세운 선구자들의 이름으로 되어있다. 학생들은 각자가 속한 반(Civics Group)에 따라 각 하우스로 배치된다. 모든 하우스들은 연간 열리는 각종 시합에 참가하게 되는데,그 중 교내 하우스대항 게임(Inter-house Games)과 싱가포르 국가신체능력평가(National Physical Fitness Award, NAPFA)가 대표적인 것들이다. 파이오니어 주니어 칼리지의 6개의 하우스들은 다음과 같다.
1. 바이런(Byron)
2. 다윈(Darwin)
3. 켈러(Keller)
4. 노벨(Nobel)
5. 오웬스(Owens)
6. 폴로(Polo)

## 동아리 활동
파이오니어 주니어 칼리지의 동아리 활동(Co-curricular Activities,CCA)은 4개의 카테고리로 분류된다.
1. 공연예술
2. 클럽과 모임
3. 학생 자발 동아리
4. 스포츠와 게임

### 공연예술
- 중화 관현악단
- 합창단
- 모던 댄스
- 교향악단
- 영어 연극 모임
- 중국어 드라마 모임
- 말레이 문화 모임
- 타밀어 모임

### 클럽과 모임들
- 천문학 클럽
- 알케미스트 클럽
- 시청각 기자재 클럽
- 체스 클럽
- 중국 시사 클럽
- 환경 클럽
- 봉사활동
- IT 클럽
- 미디어 클럽
- 야외 활동 클럽
- PJ 앰배서더
- 독서 클럽 (중국어)
- 청소년기자단

### 학생 주도형 동아리
- 플라스틱제 축소 모형 제조 클럽
- PJ 록밴드
- 쓰키 클럽 (일본문화습득*)

### 스포츠와 게임
- 메리트 스포츠(Merit Sports, 시합에 참가함)
  - 카누
  - 네트볼 (여자)
  - 럭비 (남자)
  - 배구

- 인터레스트 스포츠(Interest Sports, 메리트 스포츠와 달리 시합에 참가하지 않음)
  - 양궁
  - 배드민턴
  - 농구
  - 당구
  - 하키
  - 태권도
  - 테니스
  - 텐핀 볼링
  - 터치 럭비 (여자)

## 동아리 활동 실적
- 2007년 전(全)싱가포르 학교대항 골프선수권 준우승 (여자부문)
- 2004년 전싱가포르 학교대항 하키선수권 3위 (남자부문)
- 2007년 전싱가포르 학교대항 카누선수권 3위 (여자부문)
- 2007년 전싱가포르 학교대항 배드민턴선수권 상위8교 (여자부문)
- 2007년 전싱가포르 학교대항 네트볼선수권 상위8교
- 2007년 전싱가포르 학교대항 농구선수권 상위8교 (남자부문)

## 학교 마크
이 학교의 마크는 빨간색 부분과 검은색 부분이 교차하는 부분이 약 62도인데, 이것은 개교하였을 때 62명의 교원들이 이 학교를 시작하였다는 것을 의미한다. 비록 해가 지나면서 이 학교의 교원 수는 증가하였지만, 마크 디자인에는 아무런 변함이 없다.

## 역대 교장
- 퀙히옥촹(Kwek Hiok Chuang)
- 탄-켁 리용(Mrs Tan-Kek Lee Yong)